# メントール
メントール (独: Menthol、英: menthol) は環式モノテルペン、アルコールの一種の有機化合物。IUPAC命名法の系統名は 2-イソプロピル-5-メチルシクロヘキサノール (2-isopropyl-5-methylcyclohexanol) 、母骨格がp-メンタンというIUPAC許容慣用名を持つため、そこから p-メンタン-3-オール (menthan-3-ol) という名称も誘導される。和名では薄荷脳という。メンソールなどとも呼ばれる。
ハッカ臭を持つ、揮発性の無色結晶である。メントールにはいくつかのジアステレオマー、鏡像異性体がある。そのうちの l-メントールは歯磨き粉やチューインガムなどの菓子類、口中清涼剤などに多用されるほか、局所血管拡張作用、皮膚刺激作用等を有するため、医薬品にも用いられる。
ハッカ属の植物に多く含まれる。

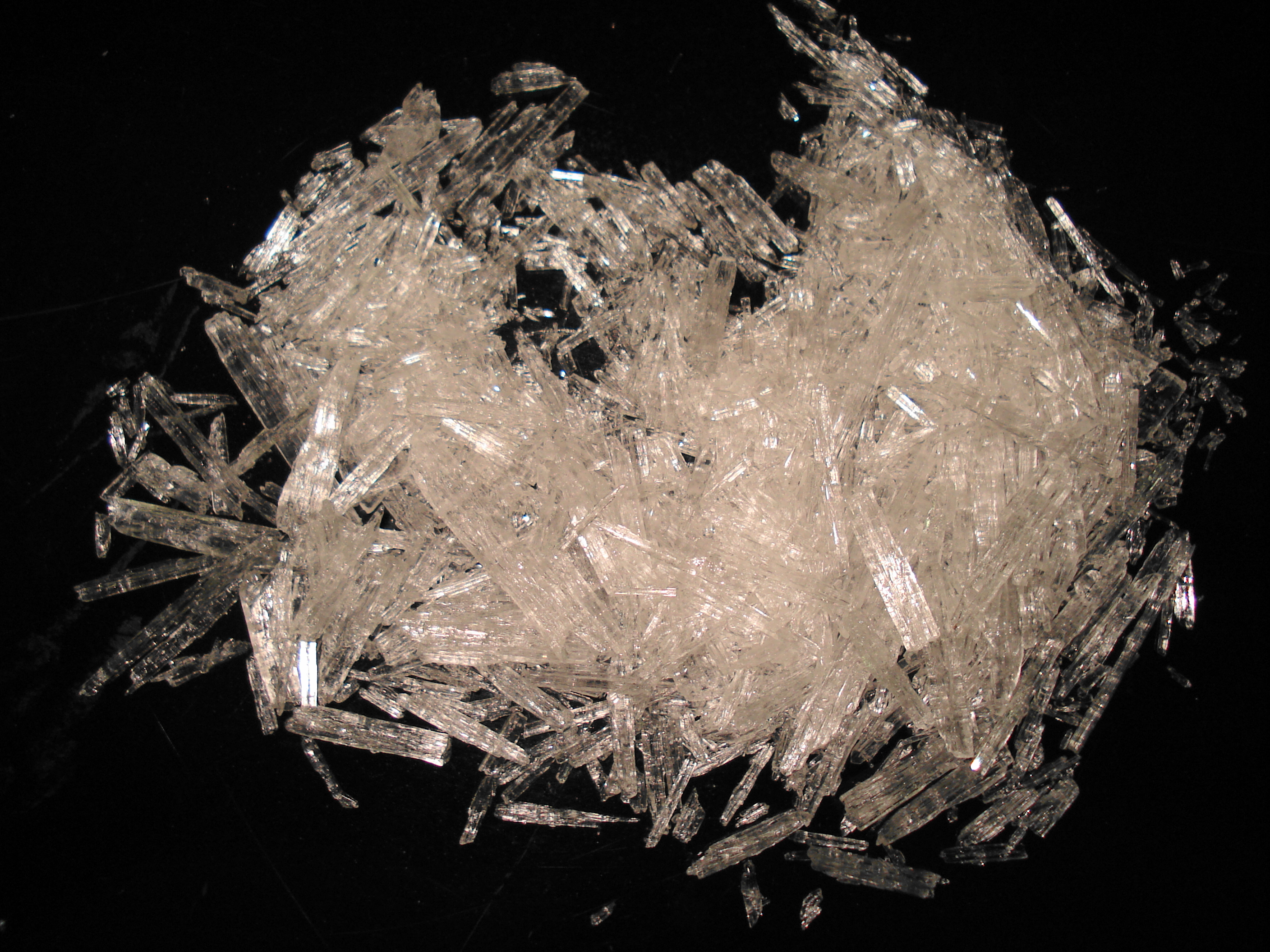
メントールの結晶
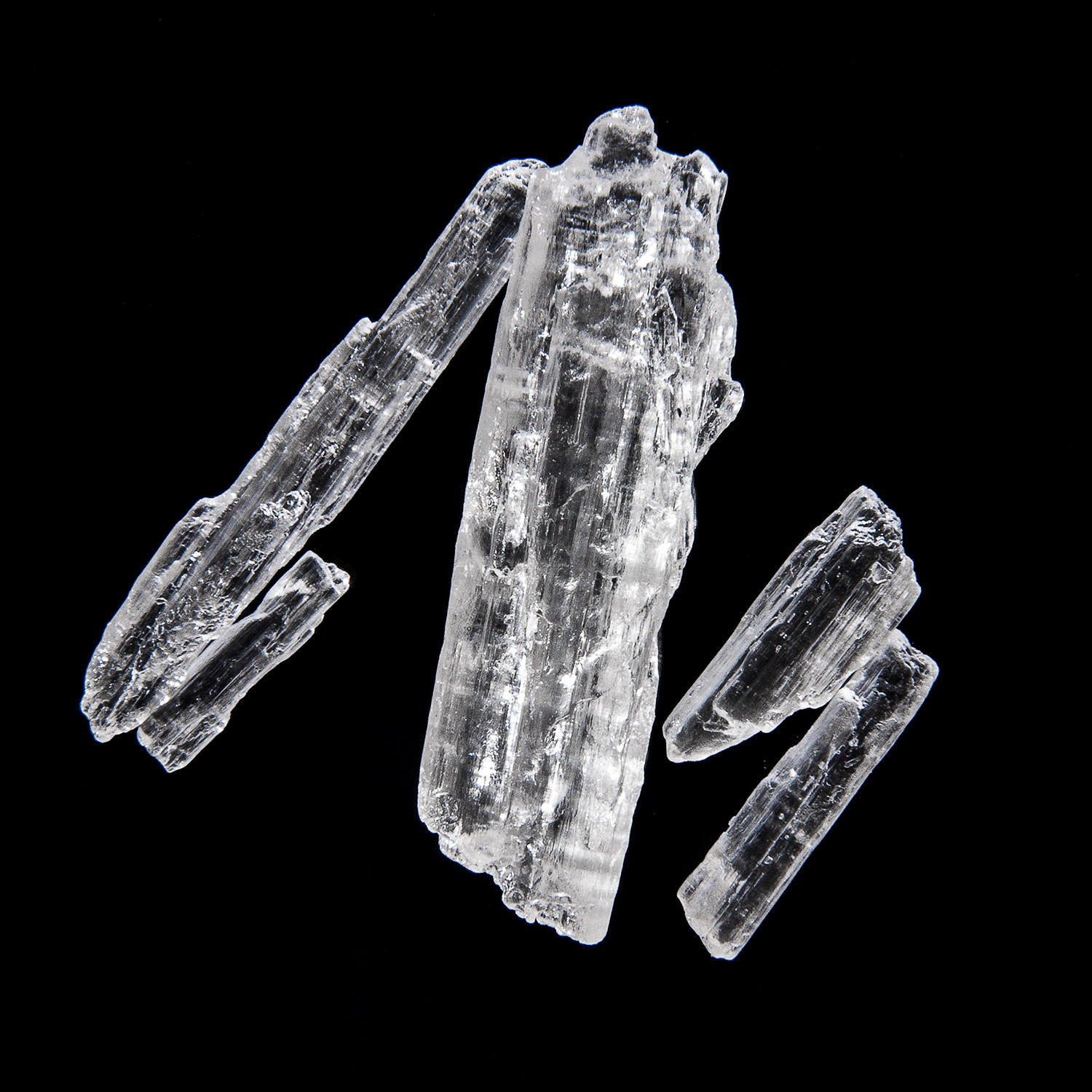
メントールの結晶

## 歴史
日本では2000年以上前からその存在が知られていたとされる。一方、西洋では1771年にガンビウス (Gambius) によって初めて単離された。天然には (−)-メントールはハッカ油中に少量のメントン、酢酸メンチルなどと共に存在する。この異性体は l-メントール、(1R,2S,5R) -メントールとも呼ばれる。日本のメントールは1位のエピマーである (+)-ネオメントールも少量含んでいる。

## 構造
天然メントールは純粋なエナンチオマーとして存在し、ほとんどの場合 (1R,2S,5R) 異性体である（下図左下）。ほかの立体異性体として以下のようなものがある。
(−)-メントールのイソプロピル基はメチル基、ヒドロキシ基の両方に対し trans に位置し、下図のように表される。
6員環部分がいす型配座をとった場合に、3つのかさ高い置換基が全てエカトリアル位に位置する最安定配座をとることができるため、(−)-メントールとそのエナンチオマーは上図の8つの異性体の中で最も安定である。
ラセミ体のメントール（racemic menthol）は2つの晶形を持ち、融点はそれぞれ 28 ℃、38 ℃である。純粋な (−)-メントールは4つの晶形を持つ。最も安定なのは α 形で、これは幅の広い針状晶である。

## 生理作用
メントールを皮膚に接触させると冷やりとした感覚を得る。これは実際に温度が低下するためではなく、冷感を引き起こすTRPM8(transient receptor potential melastatin 8)と呼ばれる受容体活性化チャネルをメントールが刺激することによる。この機構はカプサイシンが同じファミリーのイオンチャネルであるTRPV1を刺激して発熱感をもたらす作用に類似している。なお、人工的に合成されたアイシリン（1-(2-ヒドロキシフェニル)-4-(3-ニトロフェニル)-3,6-ジヒドロピリミジン-2(1H)-オン）は、メントールの約200倍の冷感作用を持つ。
メントールは選択的にκオピオイド受容体を作動させることによって鎮痛作用を持つ。
イブプロフェンと共に外用薬に配合されたメントールは、局所血管拡張作用によって皮膚のバリア機能を低下させ、イブプロフェンの消炎鎮痛作用を増強する。
(−)-メントールの毒性は低く、半数致死用量は 3,300 mg/kg （ラット、経口）、15,800 mg/kg （ウサギ、皮膚）である。

## 利用
リップクリームや咳止めなど、軽い咽頭炎や口・喉の弱い炎症を短期間軽減する大衆薬に含まれる。かゆみを止める鎮痒薬にも分類される。また、筋肉痛や捻挫などの症状を緩和する配合剤や、鬱血除去薬などにも含まれている。一部銘柄のタバコでは、香り付けや、喫煙による喉や呼吸器の炎症を軽減する目的で添加剤として使われている。また、一般的なうがい薬の成分でもある。
メントールを含む健康食品や漢方薬としてハッカ油が市販されており、これは東洋医学で消化不良、悪心、咽頭炎、下痢、風邪、頭痛の処置に用いられる。また、害虫などの生物に対しての忌避効果があるとされ、メントール入りの忌避剤が市販されている。
メントールは酢酸メンチルなどのメンチルエステルの合成に用いられる。メンチルエステルは花の、特にバラの香りを出すのに使われる。
有機化学では不斉合成においてキラル補助基として用いられる。例えば、スルフィニルクロリドとメントールから調製したスルフィン酸エステルは、有機リチウム試薬やグリニャール試薬と反応させて光学活性なスルホキシドを合成するのに使われる。光学活性なカルボン酸をメンチルエステルとして光学分割するのにも用いられる。

## 合成法
他の広く用いられる天然物と同様、需要量は天然からの供給量を大きく超過する。高砂香料工業による94% eeのl-メントールの製造過程には野依良治らによって開発された不斉反応が含まれる。
まずミルセンからアリルアミンを合成し、BINAP のロジウム錯体触媒で不斉異性化させ、加水分解して(R)-シトロネラールとする。これを臭化亜鉛で環化させてイソプレゴールとし、水素化して(1R,2S,5R)-メントールを得る。
メントールはラセミ体としてであればチモールやプレゴンを水素化することによっても得られる。

## 反応
普通の2級アルコールの様に、様々な反応が適用できる。クロム酸などの酸化剤でメントンへと酸化されるが、条件によってはさらに酸化が進行して開環が起こる。2% 硫酸で容易に脱水されて3-メンテンを与える。五塩化リンと反応させれば塩化メンチルとなる。